# Grimms Märchen

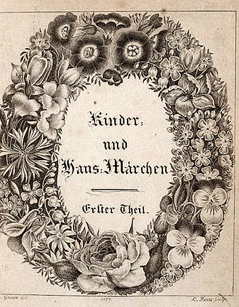
Illustriertes Titelblatt des ersten Bandes der zweiten Auflage von 1819

Grimms Märchen nennt man volkstümlich die berühmte Sammlung Kinder- und Hausmärchen, in der Forschungsliteratur auch als KHM abgekürzt, die Jacob und Wilhelm Grimm als Brüder Grimm von 1812 bis 1858 herausgaben.
Die Brüder sammelten auf Anregung der Romantiker Clemens Brentano, Achim von Arnim und Johann Friedrich Reichardt ursprünglich für deren Volksliedersammlung Des Knaben Wunderhorn ab 1806 Märchen aus ihrem Bekanntenkreis und aus literarischen Werken. Sie waren ursprünglich nicht nur für Kinder gedacht, sondern entstanden vor allem aus volkskundlichem Interesse und erhielten entsprechende märchenkundliche Kommentare. Wilhelm Grimms sprachliche Überarbeitungen schufen daraus einen Buchmärchenstil, der bis heute das Bild von Märchen prägt.
Die Sammlung stellt „die erste systematische Zusammenfassung und wissenschaftliche Dokumentation von Märchentraditionen“ dar und wurde in über 160 Sprachen übersetzt. Wegen der weltweiten Wirkung und weil so aus traditionellen Märchenüberlieferungen aus mehreren Kulturen eine neue Tradition entstand, wurden Grimms Märchen im Jahr 2005 in das Weltdokumentenerbe der UNESCO aufgenommen.

## Entstehungsgeschichte

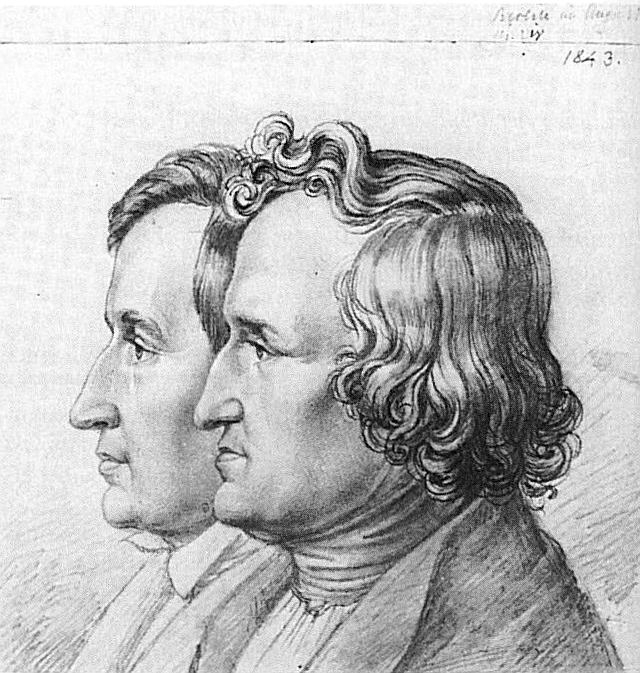
Die Brüder Grimm, 1843, Porträt von Ludwig Emil Grimm

### Die Anfänge
Clemens Brentano erhielt auf der Suche nach volkstümlichen Liedern für die Sammlung Des Knaben Wunderhorn über Friedrich Carl von Savigny Kontakt zu dessen ehemaligem Studenten Jacob Grimm, der in der Kasseler Bibliothek arbeitete. So kamen die Brüder Grimm ab 1806 dazu, für ihn Lieder und bald auch Märchen zunächst aus literarischen Werken zu exzerpieren. Als musterhaft präsentierte Brentano ihnen seine Redaktionen Von dem Mäuschen, Vögelchen und der Bratwurst und Von dem Tode des Hühnchens sowie Runges Märchen Vom Fischer und seiner Frau und Vom Wacholderbaum. Weiterhin empfahl er als Gewährsleute mündlicher Erzähltradition Friederike Mannel sowie die Geschwister Hassenpflug, Wild und Ramus. Sein Vorschlag, Erzählungen einer alten Frau im Elisabeth-Hospital in Marburg abzuhören, blieb unberücksichtigt. Solche Feldforschung war höchst selten und auch eigene Kindheitserinnerungen der Brüder Grimm spielten keine Rolle.

### Die handschriftliche Urfassung
Am 17. Oktober 1810 schickte Jacob Grimm 46 Texte an Brentano. Insgesamt war die Sammlung etwas größer, da er Brentano bereits vorliegende Texte nicht erneut abschrieb. Jacob Grimm hatte die Texte sortiert und 25 selbst niedergeschrieben, Wilhelm 14 und verschiedene Gewährsleute sieben. Von der handschriftlichen „Urfassung“ stammten wohl 18 Stück aus literarischen Quellen (einschließlich zwei Texte Runges), 16 von den Geschwistern Hassenpflug, 14 von Familie Wild, sechs von Friederike Mannel, zwei von der Frau des Marburger Hospitalvogts und eins von den Geschwistern Ramus. Mündliche Beiträger waren etwa gleichaltrige junge Frauen aus dem bürgerlichen Milieu, bis auf zwei von der Apothekersfrau Wild nachgewiesene Texte (Strohhalm, Kohle und Bohne, Läuschen und Flöhchen). Die Urschrift erwarb der Sammler Martin Bodmer. Sie befindet sich heute in der von ihm gegründeten Bibliotheca Bodmeriana in Cologny bei Genf.

### Die Erstauflage
Clemens Brentano nutzte das angeforderte Material nicht. Jacob und Wilhelm Grimm führten die Sammlung in eigener Regie weiter, wobei sie Notizen zu Gewährspersonen und Aufnahmedaten nun genauer führten. Die Geschwister Hassenpflug und Wild waren weiterhin die ergiebigsten Quellen. Dem Bild hessischer Volksüberlieferung am nächsten kommt wohl der pensionierte Dragoner Wachtmeister Johann Friedrich Krause als ältester Beiträger überhaupt. Nun war es Brentanos Freund Achim von Arnim, der die Brüder Grimm auf weitere Texte hinwies, u. a. Die Sterntaler, und sie 1812 zur Publikation animierte. Das Buch sollte preiswert sein und zur Mitarbeit anregen. So wurde auch fragmentarisches Material abgedruckt mit Anmerkungen direkt unter den Texten. Die ersten Exemplare erschienen am 20. Dezember 1812, der größte Teil im März 1813 in einer Auflage von 900 Stück bei Verleger Georg Andreas Reimer in Berlin. Es war zu Verzögerungen gekommen, da der Text von Der Fuchs und die Gänse verloren gegangen war. Außerdem führten Reimers Eingriffe in Runges Texte zu Spannungen.
Der Druck des zweiten Teils 1814 (vordatiert auf 1815) verlief unkomplizierter. Wilhelm Grimm entdeckte als Quellen die westfälischen Adelsfamilien von Haxthausen und von Droste-Hülshoff. Da diese ihre Märchen letztlich von Mägden, Bauern, Schäfern und anderen übernahmen, gelang ihm tatsächlich der Zugriff auf eigentliches Volksgut, das gleichwohl durchwegs den intellektuellen Filter belesener Frauen des Bürgertums und des Adels durchlief. Der Erzähler getraute sich nicht alles zu erzählen, die Aufzeichnerinnen gaben nicht jede Geschichte weiter, und die Brüder Grimm wählten wiederum aus und überarbeiteten. Heinz Rölleke bemerkt: „Für fragmentarische, in sich widersprüchliche, oft auch zotenhafte Aufzeichnungen hätte sich seinerzeit weder ein Verleger noch das Lesepublikum interessiert.“ Insbesondere enthielt der zweite Band nun Beiträge der ab Mai 1813 neugewonnenen Erzählerin Dorothea Viehmann, die auch einige des ersten Teils ersetzten. Ihre Kontakte als Wirtstochter und ihr Erzähltalent machten sie zum Idealbild einer Märchenfrau, deren Texte auch zur Vervollständigung anderer verwendet wurden und dem Anmerkungsteil als Vergleichsfassungen dienten. Sie erzählte „bedächtig, sicher und ungemein lebendig mit eigenem Wohlgefallen daran, erst ganz frei, dann, wenn man will, noch einmal langsam, so daß man ihr mit einiger Übung nachschreiben kann“ (Wilhelm Grimm). Ihre Texte wurden auch für spätere Auflagen kaum verändert.
Der Verkauf, vor allem des zweiten Bandes, verlief schleppend, weshalb es zu Unstimmigkeiten zwischen den Grimms und ihrem Verleger Reimer kam. 1819 kam eine zweite Auflage beider Bände heraus, die als die wichtigste in der Editionsgeschichte angesehen wird. Eine Vielzahl von Texten wurde darin neu aufgenommen, darunter einige, die heute zum Grundbestand der KHM zählen (Die Bremer Stadtmusikanten, Hans im Glück, Tischlein deck dich), zahlreiche Texte der ersten Auflage wurden grundlegend bearbeitet. Die Grimms reagierten so auf Kritik von Freunden und Rezensenten.

### Weitere Auflagen
Ab der 2. Auflage übernahm Wilhelm Grimm das Sammeln und Überarbeiten der Texte. Jacob besorgte nur noch einige Texte für die 2. und 3. Auflage, nahm aber wohl weiter Einfluss auf die wissenschaftlichen Anmerkungen. Brieflich dokumentiert ist noch sein Rat, die allzu fragmentarischen Märchen Die drei Schwestern, Der Löwe und der Frosch und Der Soldat und der Schreiner wegzulassen. Wilhelm Grimm reagierte anscheinend, wenn auch stillschweigend auf zeitgenössische Kritik, die auf gefälligere erzählerische Bearbeitung des Materials gedrängt hatte. Hier zeigte sich die Unvereinbarkeit des Grimm’schen Anspruchs einer literaturhistorischen Sammlung mit Erwartungen an ein Kinderbuch. Dem früheren Rat Arnims entsprechend, fügte Wilhelm Grimm der 2. Auflage zwei Titelkupfer seines Bruders Ludwig Emil Grimm bei und trennte den Kommentarteil ab. Es schärfte sich nachträglich der Sinn für Gattungsgrenzen, so dass Die himmlische Hochzeit dem neuen Abschnitt Kinderlegenden zugeordnet wurde, Die Kinder in Hungersnot entfiel und Die heilige Frau Kummernis erschien stattdessen in Deutsche Sagen. Offenbar erkannte Wilhelm auch die Verwandtschaft einiger Texte Hassenpflugs zu französischen Originalen, u. a. von Charles Perrault (z. B. Der gestiefelte Kater, Blaubart, Der Okerlo), andere waren ohnehin von Jacob Grimm übersetzt worden (Von der Nachtigall und der Blindschleiche, Die Hand mit dem Messer, Das Mordschloß). Feststellbar ist auch eine zunehmende Sentimentalisierung, Entsexualisierung (z. B. Rapunzel) und Verchristlichung (z. B. Das Mädchen ohne Hände, Der Gevatter Tod, Allerleirauh, Die Nelke, Die Sterntaler). Von Ausgabe zu Ausgabe arbeitete Wilhelm oft subtil ein Ideal romantischer oder oft genug biedermeierlicher Komposition heraus. Einer literarischen Tradition folgend, ging die Rolle des Bösen in Hänsel und Gretel und Schneewittchen an Stiefmütter, um wohl das biedermeierliche Familienidyll zu wahren. Fremdwörter wurden ersetzt, so Feen durch Zauberinnen, Prinzen durch Königssöhne. Wilhelm Grimm durchsetzte die Texte ab der 2. Auflage exzessiv mit volkstümlichen Wendungen, die er oft aus Büchern hatte. So ist die Mahnung des Froschkönigs nun in den Wind gesprochen, Das tapfere Schneiderlein geht immer seiner spitzen Nase nach, und Schneewittchens Königin wird gelb und grün vor Neid. Besonders eine Reihe in meist westfälischer Mundart geschriebener Texte sollte wohl die Volkstümlichkeit unterstreichen, blieb aber vom Leser eher unbeachtet. Die ursprüngliche Idee, eine breite Öffentlichkeit zum Mitsammeln anzuregen, erfüllte sich nicht. Ab der 3. Auflage hinzugefügte Texte gehen fast nur auf literarische Quellen zurück (Ausnahme: Die Lebenszeit). Diese wurden stilistisch überarbeitet, meist anschaulicher und mit mehr wörtlichen Reden erzählt, aber von direkten Moralisierungen befreit (z. B. Der kluge Knecht). Die dritte Auflage erschien 1837, die vierte 1840, die fünfte 1843, die sechste 1850, die siebte Auflage letzter Hand 1857.

### Grimms Anmerkungen
Waren den Märchen der Erstauflage noch Kommentare direkt beigegeben, so erschienen diese für die Zweitauflage 1822 separat und wurden erst 1856 erneut aufgelegt. Diese Anmerkungen zu den einzelnen Märchen liefern oft Literaturangaben zu vielen Vergleichstexten, von denen einzelne auch wiedergegeben werden. Die Herkunft der mündlichen Fassungen wird nach Landstrichen angegeben. So erhielten die Beiträge der in ihrer Kindheit von Hanau nach Kassel umgezogenen Hassenpflugs den Vermerk aus Hessen, aus den Maingegenden oder auch aus Hanau, solche der Dorothea Viehmann stets Aus Zwehrn. Auch einige schriftliche Quellen werden in dieser Weise verschleiert. So steht Braunschweiger Sammlung für die dort 1801 anonym erschienene Sammlung Feen-Märchen, ebenso wie Erfurter Sammlung für Günthers Kindermährchen von 1787.

### Die kleine Ausgabe
Die 2. Auflage von 1819 wurde auch zur Grundlage für die ersten Übersetzungen (u. a. ins Englische) und für die „Kleine Ausgabe“ mit 50 Titeln, die für Kinder gedacht war und ab 1825 erschien. Sie brachte den Publikationserfolg, der erst später auch auf die große Ausgabe überging. Die „Kleine Ausgabe“ kam als erste deutsche Ausgabe der KHM mit Illustrationen (7 Stahlstichen von Ludwig Emil Grimm) im Text heraus, was von vielen Kritikern (u. a. von Achim von Arnim) zuvor als unabdingbar für einen Bucherfolg angesehen worden war. Von der „Kleinen Ausgabe“ erschienen zu Lebzeiten der Grimms zehn Auflagen (1825, 1833, 1836, 1839, 1841, 1844, 1847, 1850, 1853, 1858). Sie enthielt nur die Titel: KHM 1, 3, 4, 5, 6, 7, 9, 10, 11, 13, 14, 15, 19, 21, 24, 25, 26, 27, 34, 37, 45, 46, 47, 50, 51, 52, 53, 55, 58, 59, 65, 69, 80, 83, 87, 89, 94, 98, 102, 104 (bis 1853 KHM 104a), 105, 106, 110, 114, 161 (nur 1825 KHM 124), 129, 130, 135, 151, 153.

## Textbestand und Charakteristika
Heinz Rölleke stellt fest, dass Wilhelm Grimm im Wesentlichen ab der 2. Auflage seinen Stil gefunden hatte, der zukünftig die Gattung Grimm ausmachte und unsere Vorstellung von Märchen bis heute prägt. Maßgeblich waren dafür Runges Märchen Vom Fischer und seiner Frau und Vom Wacholderbaum, die sie auch später immer wieder als maßgeblich für Märchen ansahen. Eine ähnliche Rolle spielte vielleicht auch Jung-Stillings Jorinde und Joringel. Ein Kriterium der Textauswahl waren vermutetes Alter und mündliche Überlieferung (z. B. Der Froschkönig oder der eiserne Heinrich), sowie Forschungsinteressen der Brüder Grimm wie Themen des älteren Tierepos (z. B. Der Hund und der Sperling, Der Wolf und der Fuchs). Von Anfang an bestand das mythologische und volkskundliche Interesse der Brüder Grimm zugleich mit ihrem Wunsch, ein Kinderbuch zu schaffen. Lothar Bluhm sieht in den „Kinder- und Hausmärchen“ das Produkt eines Gestaltungswillens und bezeichnet die Märchen als Literatur aus Literatur. Ihr ganzes Philologenleben lang feilten die Grimms (ab der zweiten Auflage fast ausschließlich Wilhelm) an den Texten, tauschten ganze Märchen aus, nahmen neue auf, verschmolzen mehrere Textfassungen oder fügten Redensarten und Sprichwörter ein. Jacob Grimm bekannte, dass dies nichts mit Exaktheit im mathematischen Sinn zu tun habe. Deshalb gleicht keine Auflage in ihrem Textbestand der anderen. Dies geschah im Bemühen, den verborgenen Kern zu rekonstruieren, wobei ein neuer Stil von Buchmärchen entstand, die man zwischen Kunst- und mündlichen Volksmärchen ansiedeln kann. Schneeweißchen und Rosenrot kann weitgehend als Kunstmärchen Wilhelm Grimms gelten. Andere Märchenbücher wurden hingegen erst spät als Quellen hinzugezogen und waren oft ihrerseits bereits durch Grimms Märchen beeinflusst. Wilhelm Grimms Bearbeitung zielt auf klare, ausgewogene Textstruktur. Dies löste somit die bis dahin verbreiteten, oft langatmigen Feenmärchen ab. Durchgängig ist eine Tendenz zur Dreigliedrigkeit. Der Biograph Steffen Martus benennt eine schwer fassbare Gegenwärtigkeit des Entrückten, die sich auch in Wilhelm Grimms autobiographischen Kindheitserinnerungen wiederfindet. Dies lässt sich bis zur Häufung von Brüdermärchen mit sich wiederholenden Konflikten verfolgen (siehe z. B. Die drei Federn), während die Bearbeitungen von Die Gänsehirtin am Brunnen oder Der Löwe und der Frosch weniger Interesse zeigen. Gleichwohl fehlen für die konkrete Textgestaltung persönliche Vorbilder. Lediglich die Anmerkungen zu Die Hochzeit der Frau Füchsin und Die Sterntaler nennen übereinstimmend eigene, dunkle Erinnerungen. Eine ähnliche Andeutung findet sich brieflich zu Wie Kinder Schlachtens miteinander gespielt haben. Häufiges Strukturelement ist der Erwerb von Zaubergaben, wovon die erste oft Nahrung, die zweite Schnelligkeit und die dritte, oft ein Musikinstrument, die Gegenspieler verprügelt, z. B. Das blaue Licht, Der Jude im Dorn. Die Heldin in Not drückt im Monolog ihre moralische Haltung aus. Neben Märchen und Tiermärchen sind in fließendem Übergang viele Schwänke vertreten, teilweise auch mit Motiven der Sage. Nur etwa 50 Texte der Auflage letzter Hand würde man heute als reine Märchen bezeichnen.

## Forschungsgeschichte
Die 1810 an Brentano gesandte handschriftliche Urfassung blieb erhalten und ist heute eine wertvolle Vergleichsquelle, da sonstige frühe Märchenaufzeichnungen von den Brüdern Grimm nach dem Druck vernichtet wurden. Schon 1808 schickte Jacob Grimm außerdem sieben handschriftliche Texte an Savigny. Die Erforschung ihrer Märchen begann mit Wilhelms Sohn Herman, der auch die Notizen in ihren Handexemplaren auszuwerten versuchte. Besonders irreführend für die Märchenforschung wirkte lange Zeit seine irrtümliche Zuschreibung von Beiträgen der jungen Marie Hassenpflug an eine Alte Marie. Die wissenschaftliche Rezeption beschränkte sich verständlicherweise lange Zeit auf die Ausgabe letzter Hand. Viele teils erhebliche Bearbeitungen erkennt man durch Vergleich verschiedener Auflagen. Heinz Rölleke veröffentlichte 1975 eine Ausgabe der 1810 von Jacob Grimm an Brentano geschickten, handschriftlichen Urfassung, womit ein weniger zuverlässiger Abdruck von Joseph Lefftz aus dem Jahr 1927 abgelöst wurde. Heinz Rölleke weist darauf hin, dass immer wieder versucht wurde, einen Gegensatz zwischen den Geschwistern Grimm zu sehen. Tatsächlich ist es nicht möglich, Unterschiede in der Bearbeitung zwischen Jacob und Wilhelm Grimm auszumachen. Das bürgerliche Umfeld in Kassel war vielfach hugenottisch geprägt. Dorothea Viehmann war keineswegs die alte Bäuerin, wie die Grimms sie darstellten, sondern eine gebildete Frau. Nach Ansicht vieler Forscher war die Pose der sorgfältigen Sammler alter Traditionen, die die Brüder einnahmen, weitgehend eine der Zeitstimmung der Romantik geschuldete Fiktion: Die Märchensammlung stellt vielmehr eine Mischung aus neuen Texten, Kunstmärchen und teils stark bearbeiteten und veränderten Volksmärchen dar.
Die Texte wurden von Auflage zu Auflage weiter überarbeitet, teilweise „verniedlicht“ und mit christlicher Moral unterfüttert. Die Grimms reagierten damit auch auf Kritik, die Märchen seien nicht „kindgerecht“. Um dem zeitgemäßen Geschmack des vorwiegend bürgerlichen Publikums entgegenzukommen, wurden auch wichtige Details geändert. In ihrer Vorrede zu der Ausgabe der KHM von 1815 erwähnen sie explizit, es handle sich bei ihrer Sammlung von Märchen um ein Erziehungsbuch. Sie versichern in ihrer Vorrede immer wieder, dass es sich bei den gesammelten Märchen um „echt hessische Märchen“ handle, welche ihren Ursprung in altnordischen und urdeutschen Mythen hätten. Dass es sich bei ihrer Hauptquelle, der Viehmännin, nicht um eine hessische Bäuerin, sondern um eine gebildete Schneiderin mit französischen Wurzeln handelt, verschweigen sie hingegen. In den Handschriften der KHM, die 1927 in einer Abtei im Elsass gefunden wurden, finden sich jedoch Vermerke über die französische Herkunft und die Parallelen zu Perraults Märchensammlung. Durch Perrault und durch die hugenottische Herkunft Dorothea Viehmanns und der Kasseler Familien Hassenpflug und Wild (sie verkehrten im Hause Grimm; eine Tochter der Familie Wild wurde später die Frau Wilhelms) flossen auch viele ursprünglich französische Kunstmärchen und Märchenvarianten in die Sammlung ein. Um ein Märchenbuch mit „rein deutschen“ Märchen zu haben, wurden einige Märchen, die aus Frankreich in den deutschen Sprachraum gelangten, wie etwa Der gestiefelte Kater oder Blaubart, nach der ersten Ausgabe wieder entfernt. Dies geschah allerdings nicht konsequent, denn den Grimms war durchaus bekannt, dass zum Beispiel für Rotkäppchen auch eine französische Version mit tragischem Ende existierte. Eine nationale Eingrenzung war auch deshalb fragwürdig, weil einige Märchen wie etwa Aschenputtel eine umfangreiche europäische und sogar internationale Herkunfts- und Verbreitungsgeschichte haben.
Die Handexemplare der Brüder Grimm (Kasseler Handexemplare) mit ihren handschriftlichen Notizen wurden 2005 von der UNESCO zum Weltdokumentenerbe erklärt und befinden sich im Bestand der Universitätsbibliothek Kassel.

## Rezeption

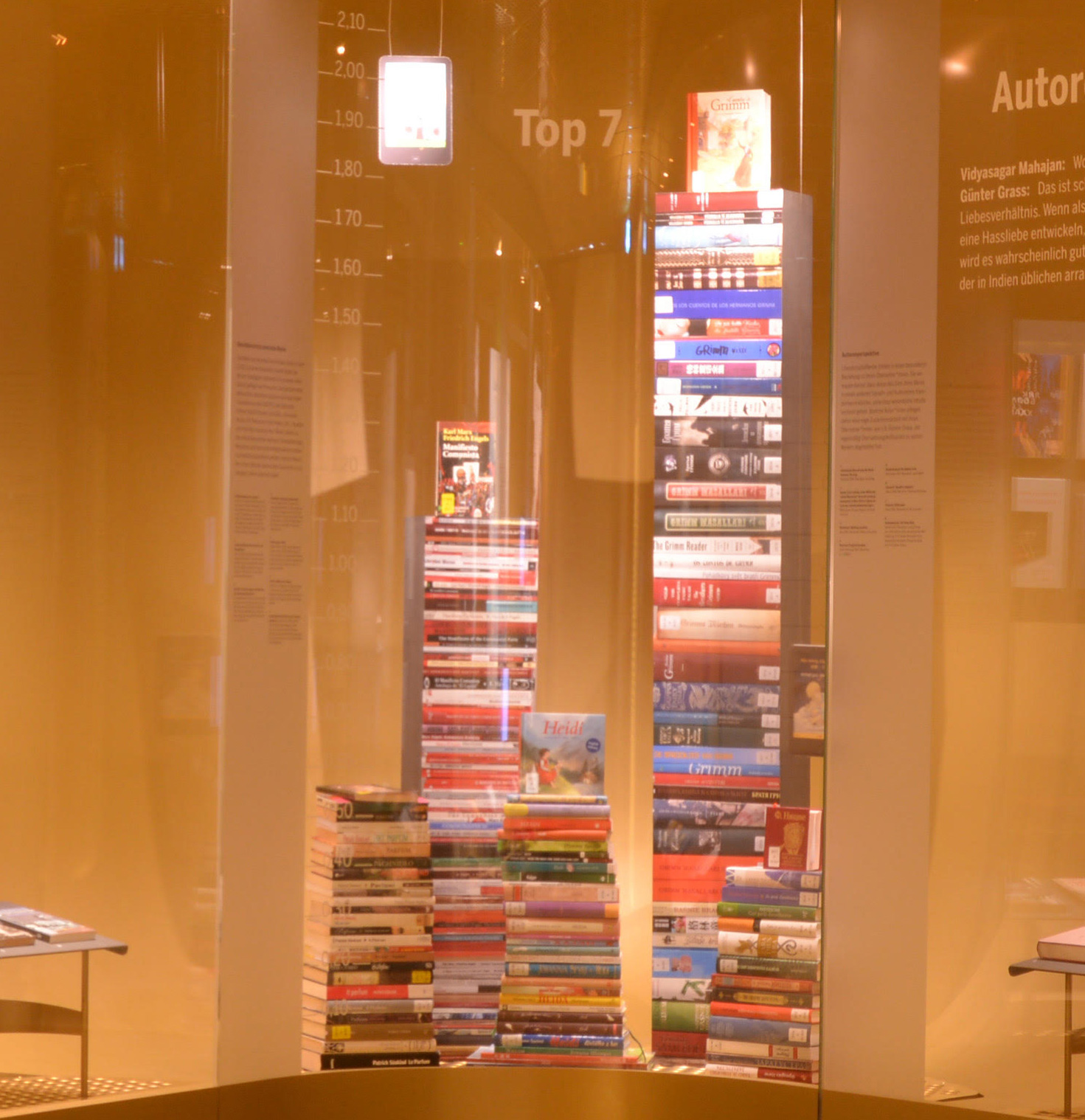
Top 7 der meistübersetzten deutschsprachigen Werke im Deutschen Buch- und Schriftmuseum; auf dem 2. Platz: Grimms Märchen

Nach dem Zweiten Weltkrieg war in Westdeutschland die Meinung tonangebend, die Märchen der Brüder Grimm seien mitverantwortlich für die Gräueltaten der Nazis gewesen. Der britische Major T. J. Leonard prüfte 1947 die Schulbücher der wilhelminischen Zeit und kam in seiner im selben Jahr erschienenen Schrift First steps in cruelty zu dem Schluss, die Grimmschen Märchen hätten bei den deutschen Kindern eine unbewusste Neigung zur Grausamkeit erzeugt. In der amerikanischen Besatzungszone wurden die Kinder- und Hausmärchen aus den Schulen und Bibliotheken aussortiert und nach Übersee verschifft und in der britischen Besatzungszone wurde eine Zeit lang keine Lizenz für den Nachdruck ausgegeben.
Obwohl auch entgegengesetzte Meinungen geäußert wurden, unter anderem von Carl Zuckmayer, beherrschten bis in die 1970er Jahre märchenkritische Stimmen den Diskurs. Einen allmählichen Umschwung brachte Bruno Bettelheims Veröffentlichung Kinder brauchen Märchen (1976), in der er aus psychoanalytischer Sicht die für Kinder tröstliche und bestärkende Wirkung der Grimmschen Märchen herausarbeitete.
Neuere Forschungen u. a. von Holger Ehrhardt, ehemaliger Inhaber der Brüder-Grimm-Stiftungsprofessur an der Universität Kassel, belegen jedoch, dass die Grimms mit den Märchen „Das von den Juden getötete Mägdlein“ oder „Der Judenstein“ antijüdische Klischees und Ritualmordlegenden als deutsches Volksgut transportiert und zur Volksweisheit überhöht haben. Bei „Der Jude im Dorn“ verschärften die beiden sogar noch die antijüdische Stigmatisierung in der Auflage von 1837 gegenüber der Erstausgabe von 1815. Auch „Rumpelstilzchen“ bedient antisemitische Stereotype. So ist dessen Titelfigur Sinnbild der gestörten Beziehungen zwischen Juden und Nichtjuden, wobei antijüdische Überlieferungen darin verbreitet und verschärft werden. „In seiner Fremdheit und Diabolik verkörpert der Zwerg, dessen Name wie der des Teufels nicht genannt werden darf, den potenziell gefährlichen Außenseiter, den ›Anderen‹, der zwar mitten in der Gesellschaft, aber doch ganz anders lebt und der deshalb zur Projektionsfläche für die Ängste und (Selbst-)zuschreibungen“ der Angehörigen der Mehrheitsgesellschaft wird, die ihn als Bedrohung ansehen. Entsprechend der klassisch-antisemitischen Ritualmordlegende verlangt der Zwerg ein (christliches) Kind als Gegenleistung für seine magischen Dienste. In paradoxer Umkehrung wird am Ende nicht der König mit seiner Gier nach Reichtum, sondern mit Rumpelstilzchen der bedrohliche Helfer, der an sich verwerfliche Wünsche realisiert, der Missachtung und Vernichtung preisgegeben.
Die Brüder Grimm selbst sahen ihre Sammlung immer wieder auch als ein Erziehungsbuch. Dies zielte jedoch nicht auf die Vermittlung von Normen, sondern eher auf ein gewisses Weltverständnis, das zu pädagogischen Vorstellungen von Aufklärung und Romantik passte. So verlieren auch schauerliche Inhalte im behaglichen Tonfall ihren Schrecken. Jacob Grimm präsentierte das Sammelprojekt sogar auf dem Wiener Kongress.
Obwohl Grimms Märchen zu den bekanntesten Werken der deutschen Literatur gehören, sind die Originaltexte der Märchen den meisten Lesern unbekannt, so dass viele äußere Details, die Allgemeinwissen sind, tatsächlich nicht in der Grimm’schen Märchensammlung belegt sind. Einige verbreitete Irrtümer: Grimms Märchen beginnen keinesfalls immer mit „Es war einmal“. Die bekannte Eröffnungsformel wird bei etwa 40 Prozent der Geschichten verwendet. Möglich sind auch entsprechende mundartliche Varianten. Viele allgemein bekannte Verse haben im Originaltext eine andere Fassung als gemeinhin angenommen. Das Hexenhaus in Hänsel und Gretel besteht nicht aus Lebkuchen, sondern aus Brot, Kuchen und Zucker. Das Märchen Schneewittchen heißt bei den Brüdern Grimm Sneewittchen. Dornröschen sticht sich nicht an einer Rose, sondern an einer Spindel; Aschenputtel fährt mit verschiedenen Kleidern zum Festball, erhält diese jedoch nicht von einer Fee, sondern von einem Baum am Grab ihrer Mutter. Der Froschkönig verwandelt sich zum Menschen zurück, nicht nachdem er geküsst, sondern nachdem er voll Abscheu an die Wand geschleudert wird.
Anlässlich des 200-jährigen Jubiläums der Kinder- und Hausmärchen (2012) schrieb der Literaturkritiker Jens Bisky: „War es ein Unfall der Literaturgeschichte, dass nicht Clemens Brentano die Märchen bearbeitete? Für den wahren Märchenfreund heißt es: Los von den Grimms! Zu stiefmütterlich sind sie mit der Phantasie umgegangen.“ Brentano hatte selbst schon äußerst kritisch Stellung bezogen: „Ich finde die Erzählung aus Treue äußerst liederlich und versudelt und in manchem dadurch sehr langweilig.“ Auch August Wilhelm Schlegel und Heinrich Voß äußerten sich ablehnend, während Bettina von Arnim, Görres, Goethe, Savigny und Friedrich Schlegel des Lobes voll waren.

## Liste der Märchen
Die Texte werden in der Forschungsliteratur nach ihrer Nummer innerhalb der Kinder- und Hausmärchen (KHM) abgekürzt, z. B. KHM 15 für Hänsel und Gretel. Der Zusatz „a“ kennzeichnet Texte, die bis zur Auflage letzter Hand durch andere ersetzt wurden. Die Reihenfolge deutet nur vereinzelt regionale oder motivliche Zusammenhänge an. Eine alphabetische Auflistung findet sich in der Kategorie:Grimms Märchen.

### Ab 1. Auflage, Band 1 (1812)
- KHM 1: Der Froschkönig oder der eiserne Heinrich
- KHM 2: Katze und Maus in Gesellschaft
- KHM 3: Marienkind
- KHM 4: Märchen von einem, der auszog das Fürchten zu lernen
- KHM 5: Der Wolf und die sieben jungen Geißlein
- KHM 6: Der treue Johannes (ab 2. Aufl.; 1. Aufl. KHM 6a: Von der Nachtigall und der Blindschleiche)
- KHM 7: Der gute Handel (ab 2. Aufl.; 1. Aufl. KHM 154: Der gestohlene Heller)
- KHM 8: Der wunderliche Spielmann (ab 2. Aufl.; 1. Aufl. KHM 8a: Die Hand mit dem Messer)
- KHM 9: Die zwölf Brüder
- KHM 10: Das Lumpengesindel
- KHM 11: Brüderchen und Schwesterchen
- KHM 12: Rapunzel
- KHM 13: Die drei Männlein im Walde
- KHM 14: Die drei Spinnerinnen
- KHM 15: Hänsel und Gretel
- KHM 16: Die drei Schlangenblätter (ab 2. Aufl.; 1. Aufl. KHM 16a: Herr Fix und Fertig)
- KHM 17: Die weiße Schlange
- KHM 18: Strohhalm, Kohle und Bohne
- KHM 19: Vom Fischer und seiner Frau
- KHM 20: Das tapfere Schneiderlein
- KHM 21: Aschenputtel
- KHM 22: Das Rätsel (ab 2. Aufl.; 1. Aufl. KHM 22a: Wie Kinder Schlachtens miteinander gespielt haben)
- KHM 23: Von dem Mäuschen, Vögelchen und der Bratwurst
- KHM 24: Frau Holle
- KHM 25: Die sieben Raben
- KHM 26: Rotkäppchen
- KHM 27: Die Bremer Stadtmusikanten (ab 2. Aufl.; 1. Aufl. KHM 27a: Der Tod und der Gänshirt)
- KHM 28: Der singende Knochen
- KHM 29: Der Teufel mit den drei goldenen Haaren
- KHM 30: Läuschen und Flöhchen
- KHM 31: Das Mädchen ohne Hände
- KHM 32: Der gescheite Hans
- KHM 33: Die drei Sprachen (ab 2. Aufl.; 1. Aufl. KHM 33a: Der gestiefelte Kater)
- KHM 34: Die kluge Else (ab 2. Aufl.; 1. Aufl. KHM 34a: Hansens Trine)
- KHM 35: Der Schneider im Himmel (ab 2. Aufl.; 1. Aufl. KHM 157: Der Sperling und seine vier Kinder)
- KHM 36: Tischchen deck dich, Goldesel und Knüppel aus dem Sack
- KHM 37: Daumesdick (ab 2. Aufl.; 1. Aufl. KHM 37a: Von der Serviette, dem Tornister, dem Kanonenhütlein und dem Horn)
- KHM 38: Die Hochzeit der Frau Füchsin
- KHM 39: Die Wichtelmänner
- KHM 40: Der Räuberbräutigam
- KHM 41: Herr Korbes
- KHM 42: Der Herr Gevatter
- KHM 43: Frau Trude (ab 3. Aufl.; 1.–2. Aufl. KHM 43a: Die wunderliche Gasterei)
- KHM 44: Der Gevatter Tod
- KHM 45: Daumerlings Wanderschaft
- KHM 46: Fitchers Vogel
- KHM 47: Von dem Machandelboom
- KHM 48: Der alte Sultan
- KHM 49: Die sechs Schwäne
- KHM 50: Dornröschen
- KHM 51: Fundevogel
- KHM 52: König Drosselbart
- KHM 53: Schneewittchen
- KHM 54: Der Ranzen, das Hütlein und das Hörnlein (ab 2. Aufl.; 1. Aufl. KHM 54a: Hans Dumm)
- KHM 55: Rumpelstilzchen
- KHM 56: Der Liebste Roland
- KHM 57: Der goldene Vogel
- KHM 58: Der Hund und der Sperling
- KHM 59: Der Frieder und das Katherlieschen (ab 2. Aufl.; 1. Aufl. KHM 59a: Prinz Schwan)
- KHM 60: Die zwei Brüder (ab 2. Aufl.; 1. Aufl. KHM 60a: Das Goldei)
- KHM 61: Das Bürle (ab 2. Aufl.; 1. Aufl. KHM 61a: Von dem Schneider, der bald reich wurde)
- KHM 62: Die Bienenkönigin (ab 2. Aufl., vorher bei KHM 64; 1. Aufl. KHM 62a: Blaubart)
- KHM 63: Die drei Federn (ab 2. Aufl., vorher bei KHM 64; 1. Aufl. KHM 85: Die Goldkinder)
- KHM 64: Die goldene Gans (so ab 2. Aufl., in der 1. Aufl. zusammen mit KHM 62, 63 und KHM 64a: Die weiße Taube unter dem Obertitel Von dem Dummling)
- KHM 65: Allerleirauh
- KHM 66: Häsichenbraut (ab 2. Aufl.; 1. Aufl. KHM 66a: Hurleburlebutz)
- KHM 67: Die zwölf Jäger
- KHM 68: De Gaudeif un sien Meester (ab 2. Aufl.; 1. Aufl. KHM 68a: Von dem Sommer- und Wintergarten)
- KHM 69: Jorinde und Joringel
- KHM 70: Die drei Glückskinder (ab 2. Aufl.; 1. Aufl. KHM 70a: Der Okerlo)
- KHM 71: Sechse kommen durch die ganze Welt (ab 2. Aufl.; 1. Aufl. KHM 71a: Prinzessin Mäusehaut)
- KHM 72: Der Wolf und der Mensch (ab 2. Aufl.; 1. Aufl. KHM 72a: Das Birnli will nit fallen)
- KHM 73: Der Wolf und der Fuchs (ab 2. Aufl.; 1. Aufl. KHM 73a: Das Mordschloß)
- KHM 74: Der Fuchs und die Frau Gevatterin (ab 2. Aufl.; 1. Aufl. KHM 74a: Von Johannes-Wassersprung und Caspar-Wassersprung)
- KHM 75: Der Fuchs und die Katze (ab 2. Aufl.; 1. Aufl. KHM 75a: Vogel Phönix)
- KHM 76: Die Nelke
- KHM 77: Das kluge Gretel (ab 2. Aufl.; 1. Aufl. KHM 77a: Vom Schreiner und Drechsler)
- KHM 78: Der alte Großvater und der Enkel
- KHM 79: Die Wassernixe
- KHM 80: Von dem Tode des Hühnchens
- KHM 81: Bruder Lustig (ab 2. Aufl.; 1. Aufl. KHM 81a: Der Schmied und der Teufel)
- KHM 82: De Spielhansl (ab 2. Aufl.; 1. Aufl. KHM 82a: Die drei Schwestern)
- KHM 83: Hans im Glück (ab 2. Aufl., 1. Aufl. KHM 153: Die Sterntaler als Das arme Mädchen)
- KHM 84: Hans heiratet (ab 2. Aufl.; 1. Aufl. KHM 84a: Die Schwiegermutter)
- KHM 85: Die Goldkinder (ab 2. Aufl., vorher anstelle KHM 63; 1. Aufl. KHM 85a, b, c, d: Schneeblume, Prinzessin mit der Laus, Vom Prinz Johannes, Der gute Lappen unter dem Obertitel Fragmente)
- KHM 86: Der Fuchs und die Gänse

### Ab 1. Auflage, Band 2 (1815)
- KHM 87: 1815 1 Der Arme und der Reiche
- KHM 88: 1815 2 Das singende springende Löweneckerchen
- KHM 89: 1815 3 Die Gänsemagd
- KHM 90: 1815 4 Der junge Riese
- KHM 91: 1815 5 Dat Erdmänneken
- KHM 92: 1815 6 Der König vom goldenen Berg
- KHM 93: 1815 7 Die Rabe
- KHM 94: 1815 8 Die kluge Bauerntochter
- KHM 95: Der alte Hildebrand (ab 2. Aufl.; 1. Aufl.: KHM 99 1815 9 Der Geist im Glas)
- KHM 96: 1815 10 De drei Vügelkens
- KHM 97: 1815 11 Das Wasser des Lebens
- KHM 98: 1815 12 Doktor Allwissend
- KHM 99: Der Geist im Glas (ab 2. Aufl., vorher anstelle KHM 95; 1. Aufl. KHM 99a: 1815 13 Der Froschprinz)
- KHM 100: 1815 14 Des Teufels rußiger Bruder
- KHM 101: 1815 15 Der Bärenhäuter
- KHM 102: 1815 16 Der Zaunkönig und der Bär
- KHM 103: 1815 17 Der süße Brei
- KHM 104: Die klugen Leute (ab 7. Aufl.; 1.–6. Aufl. KHM 104a: 1815 18 Die treuen Tiere)
- KHM 105: 1815 19 Märchen von der Unke
- KHM 106: 1815 20 Der arme Müllerbursch und das Kätzchen
- KHM 107: Die beiden Wanderer (ab 5. Aufl.; 1.–4. Aufl. KHM 107a: 1815 21 Die Krähen)
- KHM 108: 1815 22 Hans mein Igel
- KHM 109: 1815 23 Das Totenhemdchen
- KHM 110: 1815 24 Der Jude im Dorn
- KHM 111: 1815 25 Der gelernte Jäger
- KHM 112: 1815 26 Der Dreschflegel vom Himmel
- KHM 113: 1815 27 De beiden Künigeskinner
- KHM 114: 1815 28 Vom klugen Schneiderlein
- KHM 115: 1815 29 Die klare Sonne bringt’s an den Tag
- KHM 116: 1815 30 Das blaue Licht
- KHM 117: Das eigensinnige Kind 1815 31 Von einem eigensinnigen Kinde
- KHM 118: 1815 32 Die drei Feldscherer
- KHM 119: Die Sieben Schwaben (ab 2. Aufl.; 1. Aufl. KHM 119a: 1815 33 Der Faule und der Fleißige)
- KHM 120: 1815 34 Die drei Handwerksburschen
- KHM 121: Der Königssohn, der sich vor nichts fürchtet (ab 2. Aufl.; 1. Aufl. KHM 209: 1815 35 Die himmlische Hochzeit)
- KHM 122: Der Krautesel (ab 2. Aufl.; 1. Aufl. KHM 122a: 1815 36 Die lange Nase)
- KHM 123: 1815 37 Die Alte im Wald
- KHM 124: 1815 38 Die drei Brüder
- KHM 125: 1815 39 Der Teufel und seine Großmutter
- KHM 126: 1815 40 Ferenand getrü und Ferenand ungetrü
- KHM 127: 1815 41 Der Eisenofen
- KHM 128: 1815 42 Die faule Spinnerin
- KHM 129: Die vier kunstreichen Brüder (ab 2. Aufl.; 1. Aufl. KHM 129a: 1815 43 Der Löwe und der Frosch)
- KHM 130: Einäuglein, Zweiäuglein und Dreiäuglein (ab 2. Aufl.; 1. Aufl. KHM 130a: 1815 44 Der Soldat und der Schreiner)
- KHM 131: 1815 45 Die schöne Katrinelje und Pif Paf Poltrie
- KHM 132: 1815 46 Der Fuchs und das Pferd
- KHM 133: 1815 47 Die zertanzten Schuhe
- KHM 134: 1815 48 Die sechs Diener
- KHM 135: 1815 49 Die weiße und die schwarze Braut
- KHM 136: Der Eisenhans (ab 6. Aufl.; 1.–5. Aufl. KHM 136a: 1815 50 De wilde Mann)
- KHM 137: 1815 51 De drei schwatten Prinzessinnen
- KHM 138: 1815 52 Knoist un sine dre Sühne
- KHM 139: 1815 53 Dat Mäken von Brakel
- KHM 140: 1815 54 Das Hausgesinde
- KHM 141: 1815 55 Das Lämmchen und Fischchen
- KHM 142: 1815 56 Simeliberg
- KHM 143: Up Reisen gohn (ab 2. Aufl.; 1. Aufl. KHM 143a: 1815 57 Die Kinder in Hungersnot)
- KHM 144: 1815 58 Das Eselein
- KHM 145: 1815 59 Der undankbare Sohn
- KHM 146: 1815 60 Die Rübe
- KHM 147: 1815 61 Das junggeglühte Männlein
- KHM 148: 1815 62 Des Herrn und des Teufels Getier
- KHM 149: 1815 63 Der Hahnenbalken
- KHM 150: 1815 64 Die alte Bettelfrau
- KHM 151: 1815 65 Die drei Faulen
- KHM 151*: Die zwölf faulen Knechte (ab 7. Aufl. zusätzlich zu KHM 151)
- KHM 152: Das Hirtenbüblein (ab 2. Aufl.; 1. Aufl. KHM 152a: 1815 66 Die heilige Frau Kummernis)
- KHM 153: Die Sterntaler (ab 2. Aufl., vorher anstelle KHM 83)
- KHM 154: 1812 7 Der gestohlene Heller (ab 2. Aufl., vorher anstelle KHM 7)
- KHM 155: Die Brautschau (ab 2. Aufl.; 1. Aufl. KHM 160: Rätselmärchen)

### Ab 2. Auflage (1819)
- KHM 156: Die Schlickerlinge
- KHM 157: Der Sperling und seine vier Kinder (ab 2. Aufl., vorher anstelle KHM 35)
- KHM 158: Das Märchen vom Schlauraffenland (ab 2. Aufl., vorher anstelle KHM 153)
- KHM 159: Das Dietmarsische Lügenmärchen (ab 2. Aufl., vorher anstelle KHM 154)
- KHM 160: Rätselmärchen (ab 2. Aufl., vorher anstelle KHM 155)

### Ab 3. Auflage (1837)
- KHM 161: Schneeweißchen und Rosenrot
- KHM 162: Der kluge Knecht
- KHM 163: Der gläserne Sarg
- KHM 164: Der faule Heinz
- KHM 165: Der Vogel Greif
- KHM 166: Der starke Hans
- KHM 167: Das Bürle im Himmel

### Ab 4. Auflage (1840)
- KHM 168: Die hagere Liese
- KHM 169: Das Waldhaus
- KHM 170: Lieb und Leid teilen
- KHM 171: Der Zaunkönig
- KHM 172: Die Scholle
- KHM 173: Rohrdommel und Wiedehopf
- KHM 174: Die Eule
- KHM 175: Der Mond (ab 7. Aufl.; 4.–6. Aufl. KHM 175a: Das Unglück)
- KHM 176: Die Lebenszeit
- KHM 177: Die Boten des Todes

### Ab 5. Auflage (1843)
- KHM 178: Meister Pfriem
- KHM 179: Die Gänsehirtin am Brunnen
- KHM 180: Die ungleichen Kinder Evas
- KHM 181: Die Nixe im Teich
- KHM 182: Die Geschenke des kleinen Volkes (ab 6. Aufl.; 5. Aufl. KHM 182a: Die Erbsenprobe)
- KHM 183: Der Riese und der Schneider
- KHM 184: Der Nagel
- KHM 185: Der arme Junge im Grab
- KHM 186: Die wahre Braut
- KHM 187: Der Hase und der Igel
- KHM 188: Spindel, Weberschiffchen und Nadel
- KHM 189: Der Bauer und der Teufel
- KHM 190: Die Brosamen auf dem Tisch
- KHM 191: Das Meerhäschen (ab 7. Aufl.; 5.–6. Aufl. KHM 191a: Der Räuber und seine Söhne)
- KHM 192: Der Meisterdieb
- KHM 193: Der Trommler

### Ab 6. Auflage (1850)
- KHM 194: Die Kornähre
- KHM 195: Der Grabhügel
- KHM 196: Oll Rinkrank
- KHM 197: Die Kristallkugel
- KHM 198: Jungfrau Maleen
- KHM 199: Der Stiefel von Büffelleder
- KHM 200: Der goldene Schlüssel (ab 1. Auflage, Band 2, immer am Schluss)

### Kinderlegenden (Anhang, ab 2. Auflage)
- KHM 201: Der heilige Joseph im Walde
- KHM 202: Die zwölf Apostel
- KHM 203: Die Rose
- KHM 204: Armut und Demut führen zum Himmel
- KHM 205: Gottes Speise
- KHM 206: Die drei grünen Zweige
- KHM 207: Muttergottesgläschen
- KHM 208: Das alte Mütterchen
- KHM 209: Die himmlische Hochzeit (ab 2. Aufl., vorher anstelle KHM 121)
- KHM 210: Die Haselrute (ab 6. Aufl.)

## Weitere Texte
Sechs Textbruchstücke sind im Anmerkungsband gesondert wiedergegeben: Der Mann vom Galgen; Die Laus (entspricht KHM 85b Prinzessin mit der Laus); Der starke Hans; Der gestiefelte Kater; Die böse Schwiegermutter (entspricht KHM 84a Die Schwiegermutter); Märchenhafte Bruchstücke in Volksliedern. Die Texte Die alte Hexe, Mährchen v. Fanfreluschens Haupte und Vom König von England aus der handschriftlichen Urfassung von 1810 schieden noch vor der ersten Druckfassung aus. Die Erstauflage des Anmerkungsbandes enthielt außerdem die Märchen aus Basiles Pentameron in erstmals kompletter, wenn auch zusammengefasster deutscher Übersetzung. Unabhängig von den Kinder- und Hausmärchen veröffentlichten die Brüder Grimm auch Deutsche Sagen (1816, 1818), Irische Elfenmärchen (1826) und diverse Einzeltexte in Zeitschriften und Almanachen.

### Textausgaben
Aktuell auf dem Buchmarkt gibt es zahlreiche Ausgaben der Grimm-Märchen: Illustrierte Bücher für Kinder, fast immer in einer Auswahl und in mehr oder weniger treuen Textversionen. Die von Nikolaus Heidelbach herausgegebene und illustrierte Ausgabe (Weinheim/Basel 1995 u. ö.) vermerkt hinter jedem Text die Auflage, aus der das Märchen stammt; die von Günter Jürgensmeier herausgegebene Edition (Düsseldorf 2007) bietet den Text der Ausgabe letzter Hand von 1857 zusammen mit einem nützlichen Register.
Wissenschaftlichen Ansprüchen genügen zurzeit vor allem drei Texteditionen: Die von Heinz Rölleke (Frankfurt 1985), die den vollständigen Text der dritten Auflage von 1837 bietet, mit einer informativen Editionsgeschichte der Grimm-Märchen, sehr knappen Einzelkommentaren, einer Auswahl der originalen Grimm-Anmerkungen und den Märchentexten der anderen Auflagen.
Von Heinz Rölleke stammt auch eine Neuedition der Ausgabe letzter Hand von 1857 (Stuttgart 1980), die einen Neusatz der Textbände und den faksimilierten Anmerkungsband von 1856 umfasst, mit ausführlichen Kommentaren und einer umfangreichen Bibliografie.
Eine dritte vollständige zweibändige Ausgabe stammt vom Herausgeber Carl Helbling und erschien 1986 im Manesse Verlag, Zürich. Sie enthält zahlreiche Illustrationen von Ludwig Richter und Moritz von Schwind sowie ein Nachwort vom Herausgeber und beginnt mit der Widmung: An die Frau Bettina von Arnim.
Eine vierte wichtige Edition ist die von Hans-Jörg Uther (Hildesheim/Zürich/New York 2004): Sie bietet neben einer kurzen Editionsgeschichte einen kompletten Reprint der wichtigen zweiten Auflage der Grimm-Märchen von 1819 und umfasst auch den dritten 1822 erschienenen Band mit den forschungsgeschichtlich bedeutenden Anmerkungen der Grimms.
Anfang Juli 2010 konnte die deutschsprachige Wikisource die Transkription aller großen Ausgaben bis zur siebten Auflage 1857, der Ausgabe letzter Hand, abschließen. Scans und E-Texte sind dort parallel einsehbar.
- Jacob Grimm, Wilhelm Grimm: Kinder- und Haus-Märchen. Gesammelt durch die Brüder Grimm. Realschulbuchhandlung, Berlin 1812/1815. (Band 1. Band 2, jeweils Digitalisat und Volltext im Deutschen Textarchiv)
- Heinz Rölleke (Hrsg.): Brüder Grimm: Kinder- und Hausmärchen. 3 Bände. Stuttgart 1980 u.ö. (Enthält den Text der 7. Auflage (letzter Hand) der „Großen Ausgabe“ von 1857 und den Anmerkungsband von 1856 im Neusatz. Mit ausführlichen Kommentaren des Herausgebers zu jedem Märchen, einem Verzeichnis der Märchenbeiträger und -vermittler, einer tabellarischen Übersicht der verschiedenen Märchenfassungen und einer ausführlichen Bibliografie. 2010, ISBN 978-3-15-030042-8)
- Heinz Rölleke (Hrsg.): Kinder- und Hausmärchen gesammelt durch die Brüder Grimm. Frankfurt 1985 u.ö. (Vollständige Ausgabe auf der Grundlage der dritten Auflage (1837). Diese Edition bietet eine informative Editionsgeschichte der KHM, knappe Einzelkommentare, eine Auswahl der originalen Grimm-Anmerkungen und die Märchentexte der anderen Auflagen, es gibt sie inzwischen auch in einer wohlfeilen Ausgabe; 2007, ISBN 978-3-618-68016-1.)
- Heinz Rölleke (Hrsg.): Kinder- und Hausmärchen. Gesammelt durch die Brüder Grimm. Vergrößerter Nachdruck der zweibändigen Erstausgabe von 1812 und 1815 nach dem Handexemplar des Brüder Grimm-Museums Kassel mit Ergänzungsheft: Transkriptionen und Kommentare. Vandenhoeck & Ruprecht, Göttingen 1986 u.ö. ISBN 3-525-20764-6.
- Heinz Rölleke (Hrsg.): Brüder Grimm: Kinder- und Hausmärchen. Stuttgart 2009, ISBN 978-3-15-010724-9. (Enthält den Text der 7. Auflage (letzter Hand) der „Großen Ausgabe“ von 1857 ohne Anmerkungen.)
- Hans-Jörg Uther (Hrsg.): Brüder Grimm: Kinder- und Hausmärchen. (= Märchen der Weltliteratur). 4 Bände. München 1996. (Enthält den Text der 7. Auflage (letzter Hand) der „Großen Ausgabe“ von 1857 im Neusatz. Textkritisch bearbeitet, mit einem ausführlichen Nachwort zur Entstehungs- und Wirkungsgeschichte, umfangreichen Kommentaren zu jedem Märchen, großem Namen- und Sachregister, einem Wörterverzeichnis, einem Verzeichnis der Quellen, Beiträger und Vermittler sowie einer Typologie der Märchen.)
- Hans-Jörg Uther (Hrsg.): Brüder Grimm: Kinder- und Hausmärchen. (= Forschungsausgabe: Jacob – Wilhelm Grimm. Werke. Band 43–45). 3 Bände. Hildesheim 2004, ISBN 3-487-12544-7. (Faksimile der 2. Auflage der KHM von 1819 sowie des Anmerkungsbandes von 1822 – mit Vorwort, Wörterverzeichnis, Typen- und Motivkonkordanz, Literaturverzeichnis und Register)
- Hans-Jörg Uther (Hrsg.): Deutsche Märchen und Sagen. Directmedia, Berlin 2004, ISBN 3-89853-480-4. (Die elektronische Version aus der Reihe Digitale Bibliothek enthält neben anderen deutschsprachigen Märchensammlungen den Text der Erstausgabe der KHM von 1812/1815 und den Text der Ausgabe letzter Hand von 1857.)
- Carl Helbling (Hrsg.): Grimms Märchen, Kinder- und Hausmärchen, gesammelt durch die Brüder Grimm, vollständige Ausgabe. Manesse Verlag, Zürich 1989, ISBN 3-7175-1162-9 (1. Band, 1986), ISBN 3-7175-1164-5 (2. Band, 1996).
- Grimms Märchen, Vollständig überarbeitete und illustrierte Ausgabe speziell für digitale Lesegeräte. 7. Auflage. Null Papier Verlag, Neuss 2011–2014, ISBN 978-3-95418-032-5 (PDF). (Dieses digitale Buch enthält alle vollendeten Märchen der Gebrüder Jakob und Wilhelm Grimm der veröffentlichten Originalausgaben 1 bis 6 von 1812 bis 1850. Alle Märchen in Original-Mundart liegen auch auf Hochdeutsch vor.)
- Gerd Haffmans (Hrsg.): Kinder- und Hausmärchen gesammelt durch die Brüder Grimm. Haffmans Verlag bei Zweitausendeins, Frankfurt 2007, ISBN 978-3-86150-588-4. (Buchstabengetreuer Neudruck der Erstausgabe der „Kleinen Ausgabe“ von 1825 mit einem Nachwort von Peter Rühmkorf)
- Axel Winzer (Hrsg.): Kinder- und Hausmärchen gesammelt durch die Brüder Grimm. Haffmans Verlag bei Zweitausendeins, Leipzig 2012, ISBN 978-3-86150-459-7. (Textkritischer Neudruck der stark vermehrten und verbesserten 5. Auflage der Großen Ausgabe von 1843 mit Übertragung der Mundartmärchen, Wörterverzeichnis und editorischem Nachwort)